# Первомайский (Северная Осетия)
Первомайский (осет. Первомайскæй) — посёлок в Пригородном районе Северной Осетии — Алания. Входит в состав Михайловского сельского поселения.

## География
Посёлок расположен у Алханчуртского канала, в северной части Пригородного района. Находится в 9 км к северо-востоку от сельского центра Михайловское и в 14 км к северу от города Владикавказ.
Граничит с землями населённых пунктов: Заводской и Михайловское на юге, Алханчурт на западе, и Ольгинское на востоке.
Средние высоты на территории посёлка составляют 557 метров над уровнем моря.

## Население
| 2010 | 2021 |
| ---- | ---- |
| 494  | ↘85  |

Национальный состав
По данным Всероссийской переписи населения 2010 года:
| Народ   | Численность, чел. | Доля от всего населения, % |
| ------- | ----------------- | -------------------------- |
| русские | 294               | 59,5 %                     |
| осетины | 77                | 15,6 %                     |
| грузины | 11                | 2,2 %                      |
| другие  | 112               | 22,7 %                     |
| всего   | 494               | 100 %                      |

## Улицы
- ул. Набережная
- ул. Тупиковая
- ул. Центральная